# El Hormiguero
El Hormiguero és un talk show de televisió presentat i dirigit per Pablo Motos, amb la col·laboració de les titelles Trancas, Barrancas i Petancas. El programa compta també amb l'aparició de Juan i Damián, Marron, Jandro, Luis Piedrahita, Marta Hazas, Anna Simon, Ana Morgade, El Monaguillo i Yibing Cao entre d'altres. El seu contingut gira al voltant de l'humor, la màgia, entrevistes amb celebritats i experiments de divulgació científica.
Va començar a la cadena espanyola de televisió Cuatro el setembre del 2006 fins al setembre del 2011. A continuació, el canal Antena 3 continuaria l'emissió fins a l'actualitat. El programa ha estat líder en la franja de dues temporades consecutives, la desena temporada ha acabat amb la millor dada històrica.
D'ençà que el format està a la cadena Antena 3, l'audiència ha anat augmentat consecutivament. L'episodi que va tenir amb més espectadors va ser el que va tenir com a convidada a la cantant Isabel Pantoja el gener de 2017. El format va superar els 4,7 milions de personas que van veure el programa.

## Història
La seva primera temporada no va ser un èxit d'audiència en relació amb l'índex mitjà de la cadena i es va ampliar d'un programa dominical de 120 minuts a un programa diari (de dilluns a dijous i dissabte) de 55 minuts en la seva segona temporada, que va començar el 17 de setembre del 2007.
Fins al gener de 2011, s'emetia abans del programa, un espai de 5 minuts, anomenat El Hormiguero Next, en el qual, normalment, Trancas i Barrancas anunciaven el convidat i les seccions del dia, per donar pas a uns minuts de publicitat en on s'emetia una petita pantalla a la cantonada superior esquerra amb el plató en directe.
El 26 d'agost de 2010, el programa va estrenar la cinquena temporada sota el nom d'El Hormiguero 2.0, amb els convidats Will Smith i Jackie Chan.
Al maig de 2011, Mediaset España Comunicación va anunciar la sortida d'El Hormiguero de la graella de Cuatro, segons sembla, per divergències econòmiques entre la productora 7 y acción i Mediaset Espanya. Pocs dies després es va anunciar el fitxatge del programa per Antena 3 on s'emet des el 5 de setembre de 2011.
A mitjans de juny, a les promocions de la cadena principal del grup Antena 3, es coneix el que serà el nou títol del programa en la seva etapa a Antena 3, passant d'El Hormiguero a El Hormiguero 3.0, en clara referència al 3 d'Antena 3.
El 5 de setembre de 2011 es va estrenar la sisena temporada, la primera a Antena 3 sota el nom d'El hormiguero 3.0, aconseguint una mitjana setmanal de 17,6%.
El 26 d'octubre de 2011 van fer un truc de guillotina amb Dani Martín fent veure que havia sortit malament i li havien tallat el cap, amb un gran enrenou. Fins i tot Wikipedia va anunciar que havia mort aquell dia. Després es va saber que tot va estar una broma, encara que van haver-se de disculpar Dani Martín i l'equip d'El Hormiguero per Twitter i al programa del 27 d'octubre del 2011.
El hormiguero va realitzar el 24 de desembre de 2011 un especial de Nit de Nadal a Antena 3 on van participar nombroses cares conegudes de la cadena com Arturo Valls, Paula Vázquez, Carolina Cerezuela, Jaime Cantizano, Jorge Fernández i Susanna Griso.
El 2013, l'actor Will Smith compra els drets del programa per emetre-ho en Estats Units.
El 26 de juliol de 2013, Antena 3 decideix emetre els millors moments de la secció de Jandro amb nens a la nit de divendres, mentre que comenci la nova temporada.
Durant la desena temporada El hormiguero va celebrar diversos especials en prime time els dimarts a les 22:30, aprofitant així Antena 3 l'arrossegament dels partits de Champions. El dimarts 15 de setembre de 2015 va fer un especial d'aniversari pels 10 anys del programa i va acudir com a convidat Karlos Arguiñano. El dimarts 3 de novembre de 2015 el espai de Pablo Motos va aconseguir la seva millor quota de la història (21, 7%) amb la visita de Pablo Iglesias. El dimarts 24 de novembre de 2015 també en prime time el convidat va ser Albert Rivera. Així mateix, el dimarts 8 de desembre de 2015 també en prime time el convidat va ser Pedro Sánchez.
El dilluns 10 d'octubre de 2016, el convidat va ser Miguel Bosé, i els titelles de les formigues van criticar negativament a Wikipedia, per afirmar que aquesta presentava que Bosé tenia més de quatre nacionalitats. Miguel va al·legar que no existia res tan imprecís com Wikipedia, i tots li van donar la raó. Les titelles van proposar crear una pàgina a Change.org per corregir-la.
El dia 30 de novembre de 2016 va organitzar el retrobament de la sèrie Un paso adelante (UPA Dance) amb els seus 4 protagonistes.
A principis de març de 2017, Pablo Ibáñez Pérez, conegut com El Hombre de Negro, va abandonar el programa causa de l'estrès i cansament a causa de la presa de nous projectes, 9 com la música i televisió.
El dia 7 de novembre de 2017 El Hormiguero va complir 1.000 programes a Antena 3 amb la convidada Ana Pastor.

## Col·laboradors

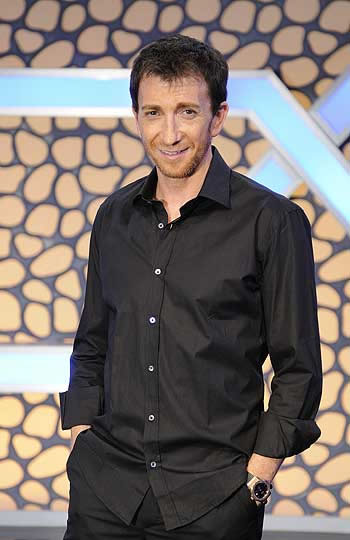
Pablo Motos, presentador del programa

- Pablo Motos - El presentador del programa
- Juan Ibáñez Pérez - Trancas
- Damián Molla Herman - Barrancas
- Pablo Ibáñez Pérez - També conegut com "El hombre de negro"
- Jandro - Còmic
- Jorge Marrón Martín - Científic
- Luis Piedrahita - Mac
- Yibing - Presenta curiositats de la Xina
- Marta Hazas - Presenta una secció sobre protocols i idees sobre diferents temes
- Ana Morgade - Presenta una secció on investiga sobre la vida dels convidats a la xarxa
- Pilar Rubio - Presenta una secció on cada setmana ha d'aprendre coses noves a partir de videotutorials de Youtube

## Temporades i programes
| Temporades | Temporades | Canal        | Programes             | Estrena                | Final                | Mitjana d'Audiència | Mitjana d'Audiència | Mitjana d'Audiència |
| Temporades | Temporades | Canal        | Programes             | Estrena                | Final                | Espectadors         | Quota               |                     |
| ---------- | ---------- | ------------ | --------------------- | ---------------------- | -------------------- | ------------------- | ------------------- | ------------------- |
|            | 1ª         | Cuatro       | 35                    | 24 de setembre de 2006 | 3 de juny de 2007    | 1.127.000           | 9,7%                |                     |
|            | 2ª         | Cuatro       | 152                   | 17 de setembre de 2007 | 9 de juny de 2008    | 1.747.000           | 9,7%                |                     |
|            | 3ª         | Cuatro       | 201                   | 1 de setembre de 2008  | 29 de juny de 2009   | 1.988.000           | 11%                 |                     |
|            | 4ª         | Cuatro       | 169                   | 31 d'agost de 2009     | 7 de juliol de 2010  | 1.610.000           | 8,7%                |                     |
|            | 5ª         | Cuatro       | 164                   | 26 d'agost de 2010     | 30 de juny de 2011   | 1.517.000           | 8,1%                |                     |
|            | 6ª         | Antena 3     | 180                   | 5 de setembre de 2011  | 12 de juliol de 2012 | 2.199.000           | 11,3%               |                     |
|            | 7ª         | 185          | 3 de setembre de 2012 | 4 de juliol de 2013    | 2.254.000            | 11,2%               |                     |                     |
|            | 8ª         | 160          | 2 de setembre de 2013 | 17 de juliol de 2014   | 2.451.000            | 12,8%               |                     |                     |
|            | 9ª         | 162          | 1 de setembre de 2014 | 9 de juliol de 2015    | 2.609.000            | 13,5%               |                     |                     |
|            | 10ª        | 157          | 31 d'agost de 2015    | 11 de juliol de 2016   | 2.887.000            | 15,4%               |                     |                     |
|            | 11ª        | 154          | 5 de setembre de 2016 | 5 de juliol de 2017    | 2.696.000            | 14,8%               |                     |                     |
|            | 12ª        | 150 aprox. * | 4 de setembre de 2017 | juliol de 2018 *       |                      |                     |                     |                     |
|            | 13ª        | 150 aprox. * | 3 de setembre de 2018 | juliol de 2019         |                      |                     |                     |                     |
| Total      | Total      | Total        | 1.942                 | 2006                   |                      |                     |                     |                     |

## Actors i directors de cinema que hi han anat
- Tim Burton
- Will Smith
- Hugh Jackman
- Dwayne Johnson
- Tom Cruise
- Tom Hanks
- Bill Murray
- Harrison Ford
- Antonio Banderas
- Denzel Washington
- Russell Crowe
- Margot Robbie
- Pedro Pascal
- Diego Luna
- Tom Holland
- Andrew Garfield
- Emma Stone
- Willem Dafoe
- Chris Pratt
- Bryce Dallas Howard
- Monica Bellucci
- Adam Sandler
- Ben Affleck
- Ben Stiller
- Jackie Chan
- Johnny Depp
- Mark Wahlberg
- Jared Leto
- Hugh Grant
- Patrick Stewart
- Ryan Reynolds
- Zendaya
- Sharon Stone
- Liam Hemsworth
- Josh Brolin
- Richard Madden
- Peter Dinklage
- Olga Kurylenko
- Salma Hayek
- Anthony Mackie
- Benedict Cumberbatch
- Chris Hemsworth
- Daniel Craig
- Eddie Redmayne
- Penélope Cruz
- Matthew McConaughey
- Oscar Isaac
- Nicole Kidman
- Rami Malek
- Javier Bardem
- Danny DeVito
- Charlize Theron
- Ana de Armas
- Daniel Radcliffe
- Rupert Grint
- Reese Witherspoon
- Gerard Butler
- Robert Pattinson
- Amanda Seyfried
- Orlando Bloom
- Emily Blunt
- Taylor Swift
- Miley Cyrus
- Selena Gomez
- Jonas Brothers
- Jeremy Renner
- Paul Rudd
- Owen Wilson
- Ben Kingsley
- Jake Gyllenhaal
- Jessica Chastain
- Jesse Eisenberg
- Sigourney Weaver
- Richard Gere
- Jennifer Aniston
- Jennifer Lawrence
- David Harbour
- Millie Bobby Brown
- Finn Wolfhard
- Mckenna Grace
- Jennifer Connelly
- Bryan Cranston
- Bradley Cooper
- Vin Diesel
- Liam Neeson
- Luke Evans
- Kristen Stewart
- Channing Tatum
- Gwyneth Paltrow
- Jamie Lee Curtis
- Rowan Atkinson
- Dakota Johnson
- Aaron Taylor-Johnson
- Clive Owen
- Sylvester Stallone
- Josh Hutcherson
- Ed Harris
- Vincent Cassel
- Benicio del Toro
- Alec Baldwin
- Patrick Dempsey
- Jeremy Irons
- Mel Gibson
- Will Ferrell
- Woody Allen
- Cameron Diaz
- Steve Carell
- Kristen Wiig
- Vanessa Anne Hudgens
- Norman Reedus
- Freddie Highmore
- Michael C. Hall
- Eva Mendes
- Kelsey Grammer
- Kevin Hart
- Elijah Wood
- Ed Skrein
- Liam Cunningham
- Jean Reno
- Valentina Zenere
- Drew Barrymore
- Riccardo Scamarcio
- Tim Robbins
- Juan Antonio Bayona
- Jeffrey Dean Morgan
- Callum Turner
- Jamie Bell
- Naomi Scott
- Martin Lawrence
- Sacha Baron Cohen
- William Levy
- Sofia Vergara
- Ashton Kutcher
- Justin Timberlake
- Sofia Boutella
- Jaden Smith i Jada Pinkett Smith
- Rob Schneider

## Atenció dels mitjans
El programa va aconseguir una mica d'atenció internacional al 2006 per tenir a gent caminant a través d'una piscina farcida d'un fluid no newtonià, una barreja de maizena i aigua que va ser feta en un camió formigonera. Aquest experiment va ser realitzat a l'episodi de l'octubre del 2006 del programa i va ser repetit amb una nova barreja en l'episodi especial de Nit de Nadal a causa de la seva popularitat. A més a més, al 2011 es va donar a conèixer que el vídeo d'aquest experiment es va utilitzar per explicar als uns alumnes de la Universitat Harvard el funcionament de la mescla.
El 2007, El Hormiguero va rebre nombrosos premis, com l'Ondas o el premi al millor programa d'entreteniment infantil. El programa té molt èxit entre el públic infantil i els joves. La seva antiga cadena, Cuatro, el va triar com el millor programa de la seva cadena, lamentant-ne greument la pèrdua.

## Premis i distincions
- Medalla de la Fundació García Cabrerizo 2013 per contribuir a la difusió científica en la televisió.[8]
- L'any 2018 el programa va obtenir el Premi Males Pràctiques de Comunicació no Sexista que atorga l'Associació de Dones Periodistes de Catalunya, per comentaris masclistes i sexistes davant convidades al plató.[9]